# Nazionale maschile under 21 di calcio della Russia
La nazionale di calcio della Russia Under-21 è la rappresentativa calcistica Under-21 della Russia ed è posta sotto la RFS. La squadra partecipa al campionato europeo di categoria che si tiene ogni due anni.

## Partecipazioni ai tornei internazionali

### Europeo U-21
Dal 1917 al 1991 la Russia non aveva una propria nazionale in quanto lo stato russo era inglobato nell'Unione Sovietica. Esisteva, quindi, un'unica nazionale che rappresentava tutta l'Unione Sovietica. Dopo la dissoluzione dell'Unione Sovietica ogni nazione creò la propria nazionale.
- 1994: Quarti di finale
- 1996: Non qualificata
- 1998: Settimo posto
- 2000: Non qualificata
- 2002: Non qualificata
- 2004: Non qualificata
- 2006: Non qualificata
- 2007: Non qualificata
- 2009: Non qualificata
- 2011: Non qualificata
- 2013: Primo turno
- 2015: Non qualificata
- 2017: Non qualificata
- 2019: Non qualificata
- 2021: Primo turno
- 2023: Squalificata

## Tutte le rose

### Europei
Campionato d'Europa Under-21 UEFA 19981 Charin, 2 Solomatin, 3 Davydov, 4 Krivov, 5 Kornauchov, 6 Evseev, 7 Temrjukov, 8 Korčagin, 9 Šukov, 10 But, 11 Laktionov, 12 Armišev, 13 Osinov, 14 Korablëv, 15 Buznikin, 16 Berketov, 17 Bacharev, 18 Titov, CT: Gerškovič
Campionato d'Europa Under-21 UEFA 20131 Zabolotnyj, 2 Callagov, 3 Ščennikov, 4 Čičerin, 5 Burlak, 6 Kirillov, 7 Petrov, 8 Šatov, 9 Panjukov, 10 Smolov, 11 Kanunnikov, 12 Kricjuk, 13 Bryzgalov, 14 Jakovlev, 15 Beljaev, 16 Fil'cov, 17 Čeryšev, 18 Emel'janov, 19 Grigor'ev, 20 Bibilov, 21 Zotov, 22 Dzagoev, 23 Nikitin, CT: Pisarev
Campionato d'Europa Under-21 UEFA 20211 Lomaev, 2 Tiknizjan, 3 Diveev, 4 Evgen'ev, 5 Krugovoj, 6 Golubev, 7 Lomovickij, 8 Tjukavin, 9 Čalov, 10 Obljakov, 11 Sulejmanov, 12 Maksimenko, 13 Makarov, 14 Maslov, 15 Kulikov, 16 Kalugin, 17 Grulëv, 18 Utkin, 19 Lesovoj, 20 Umjarov, 21 Glebov, 22 Zacharjan, 23 Adamov, CT: Galaktionov